# Georges Grandchamp
Pour les articles homonymes, voir Grandchamp.
Georges Grandchamp, né le 22 octobre 1920 à Annecy et mort le 17 mai 2014 dans la même ville est un historien de la Savoie.

## Biographie
Georges Grandchamp est né le 22 octobre 1920 à Annecy (Haute-Savoie). Il est le fils de Joseph Grandchamp, industriel, et de Elvire Chamoux. Il a fait une partie de sa scolarité au collège Saint-Michel, à Annecy. 
Libraire à Annecy, il a été le cofondateur de la revue Jeune Savoie (1944-45) et cofondateur du Centre des Marquisats (1944) devenu depuis la Maison des jeunes et de la culture d'Annecy. Il est membre fondateur de l'association Peuple et culture (1945) et du ciné-club d'Annecy (1946), délégué de la Ligue urbaine et rurale (1947). Il a été fondateur et directeur de la revue Annesci, président de la Société des amis du Vieil Annecy, vice-président de l'Académie florimontane, membre de l'Académie des sciences, belles-lettres et arts de Savoie, vice-président de la Société des Beaux-Arts de la Haute-Savoie. Il a été conseiller municipal et adjoint au maire d'Annecy pendant plus de 35 années, de 1959 à 1995. 
Il a réuni une importante collection de livres et publications du fonds savoyard, d'iconographies d'Annecy et de la Haute-Savoie conservée par les Archives départementales de la Haute-Savoie.

## Publications
- « Urbanisme et fonction urbaine de 1860 à nos jours », dans Histoire d’Annecy, Toulouse, Privat, 1987
- Les rues d'Annecy, 3 tomes, Société des amis du vieil Annecy, 2007, coll. Annesci, tomes 42, 43, 44
- « Cent ans de tourisme au lac d'Annecy », Annesci, Société des amis du vieil Annecy, n° 33, 1996[3]
- « La Savoie vue par un Anglais en 1820 », Mémoires de l'Académie des sciences, belles-lettres et arts de Savoie, t. VI, 1993
- « Annecy. Les grandes étapes de l'évolution urbaine », Congrès des sociétés savantes de Savoie, 1970
- nombreux articles sur l'histoire d'Annecy publiés dans plusieurs revues d'histoire de la Savoie.
- nombreux articles dans la revue Annesci[4]

## Distinctions

### Décorations
- Chevalier de la Légion d'honneur,
- Chevalier de l'ordre national du Mérite,
- Chevalier de l'ordre des Palmes académiques,
- Croix de l'ordre pro Merito Militensi de l'ordre souverain de Malte,
- Chevalier de l'ordre des Saints-Maurice-et-Lazare (Italie),

### Récompenses
- Prix Metzger de l'Académie de Savoie[5]
- Prix des neiges (1990)[6]

## Postérité
- Le « Sentier Georges Grandchamp », dans la forêt communale du Semnoz[7]